# Dreifaltigkeitskirche (Hunteburg)

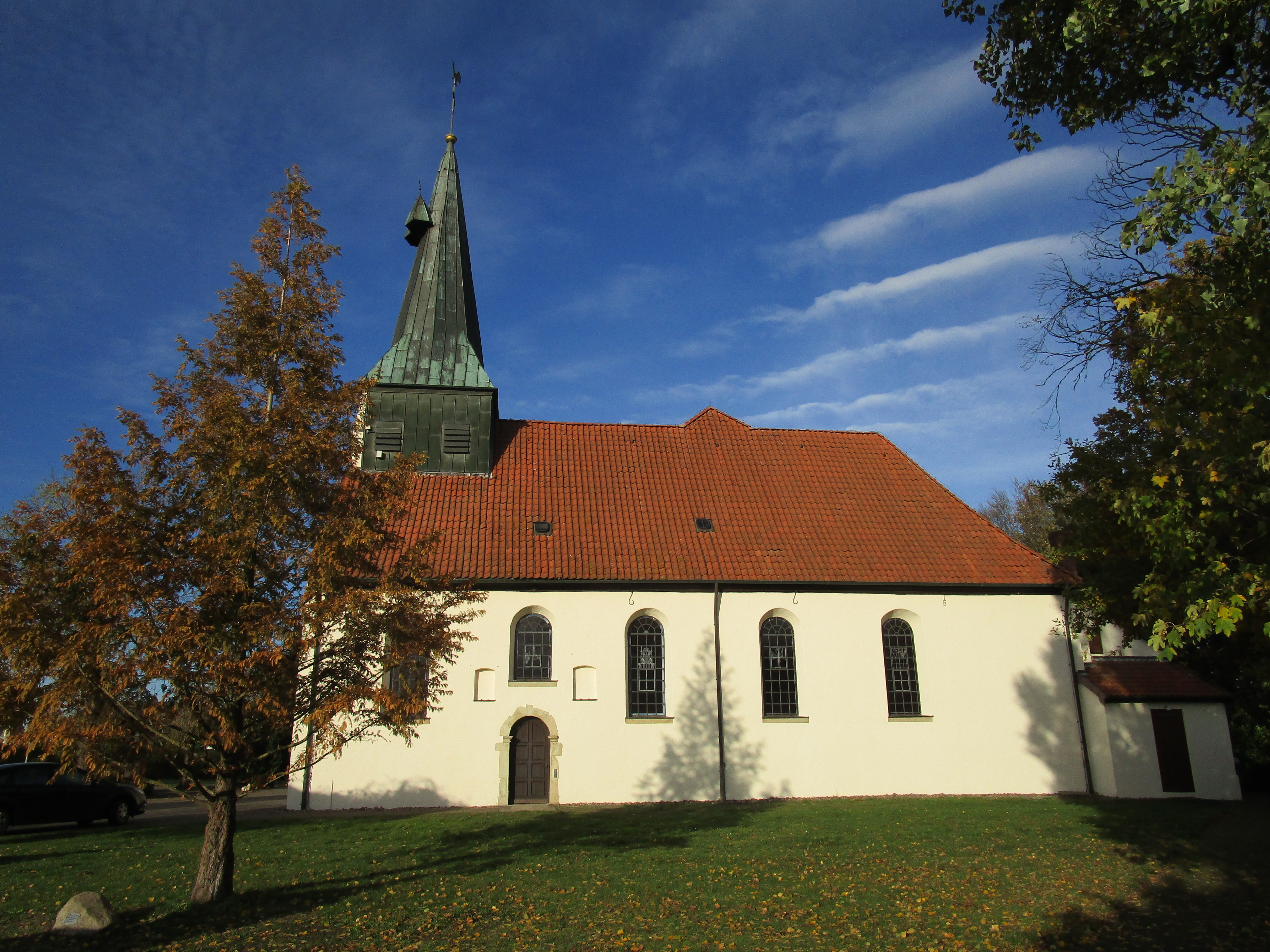
Dreifaltigkeitskirche

Die Dreifaltigkeitskirche in der Bohmter Ortschaft Hunteburg ist die Pfarrkirche der Katholischen Kirchengemeinde Heilige Dreifaltigkeit, die dem Dekanat Osnabrück-Nord des Bistums Osnabrück angehört.

## Baugeschichte und Beschreibung
Die Kirche wurde von 1660 bis 1668 als rechteckiger Saalbau aus Bruchstein erbaut und verputzt. Im Inneren befindet sich eine Holzdecke in Form eines flachen Spiegelgewölbes. Die Fenster sind rundbogig. Über dem westlichen Giebel befindet sich ein Dachreiter mit einem vierseitigen, spitz zulaufenden Helm. Die beiden Glocken sind unter Vordächern außen daran angebracht. An die Ostseite wurden zwei Sakristeien angebaut.
Von 1946 bis 1950 wurde quer nach Norden ein größerer Erweiterungsbau errichtet, dessen Vorhalle die alte Kirche nun bildet.

## Ausstattung
Ältestes Kunstwerk in der Kirche ist ein hölzernes Kruzifix aus dem 12. Jahrhundert. Eine Steinfigur der Maria Magdalena wurde um 1520 in der Werkstatt des Meisters von Osnabrück angefertigt. Ein Vesperbild aus Holz, Altar und Kanzel stammen aus dem 18. Jahrhundert. Ein Kronleuchter aus Gelbguss ist mit 1687 datiert.